# Medasina dichroplagia
Medasina dichroplagia är en fjärilsart som beskrevs av Eugen Wehrli 1925. Medasina dichroplagia ingår i släktet Medasina och familjen mätare. Inga underarter finns listade i Catalogue of Life.